# Aro de sonajas
El arapaconda, aro de sonajas aro pandereta o pandereta sin parche es un instrumento de percusión idiófono que consiste en un marco, usualmente de madera o plástico, con pares de sonajas metálicas. Crea sonido por medio de la vibración del marco, sin el uso de parches. Los aros están moldeados en círculo o semicírculo. Se usa en varios tipos de música, como gospel, pop y rock.
Los aros o coronas también existen de cascabeles y de campanas.